# Mercedes de Jesús Egido
Mãe Mercedes de Jesús Egido (Salamanca; 29 de março de 1935 - Alcázar de San Juan; 3 de agosto de 2004) foi uma freira concepcionista espanhola.

## Biografia
Nasceu em Salamanca em 29 de março de 1935 e faleceu no Mosteiro de Alcázar de San Juan, Ciudad Real, do qual era Abadessa, em 3 de agosto de 2004. Entrou na Ordem da Imaculada Conceição em 25 de outubro de 1953, no Mosteiro de La Puebla de Montalbán, Toledo, e tomou o hábito em 27 de abril do ano seguinte. Fez a profissão temporária em 12 de maio de 1955 e a profissão solene em 16 de maio de 1958. Em 20 de janeiro de 1964 foi transferida pela Federação para o Alcázar de San Juan, Ciudad Real. Foi eleita Abadessa do Mosteiro em 23 de janeiro de 1970.
Desempenhou este cargo de forma exemplar durante 32 anos, com uma dedicação incansável à sua Comunidade e à sua Ordem. Ela fundou um Mosteiro em Campo de Criptana, Ciudad Real.

## Obra
Movida pelo Espírito Santo e pelas diretrizes do Concílio Vaticano II sobre a “renovação adequada da vida religiosa” - volta às fontes - (Decreto Perfectae Caritatis), havia despertado fortemente no seu espírito o desejo de fidelidade à fundadora da Ordem Concepcionista, Santa Beatriz da Silva, uma vez que havia fundado para o culto, amor e serviço à Virgem Imaculada.
Após longos anos de oração, sacrifício, trabalho e sofrimento, em 8 de setembro de 1996, este Mosteiro de Alcázar de San Juan recebeu o Decreto de aprovação das emendas às Constituições Gerais da Ordem, permanecendo assim membro da Ordem da Imaculada Conceição.

## Canonização
Em 24 de junho de 2015, a Diocese de Ciudad Real encerrou seu processo de canonização e em 6 de fevereiro de 2015, a Santa Sé decretou a validade do processo

## Enlaces externos
- Monasterio concepcionista

1. ↑  «Monasterio de Monjas Concepcionistas de Alcázar de San Juan (Ciudad Real)». monjasconcepcionistas.es. Consultado em 22 de abril de 2025
2. ↑  Prensa, A. C. I. «Avanza en España proceso de canonización de religiosa que murió en 2004». ACI Prensa (em espanhol). Consultado em 22 de abril de 2025